# Парк Семпионе
Парк Семпионе (итал. Parco Sempione, ломб. Parch Sempiun) — пейзажный парк в историческом центре Милана.
Достопримечательностями обширной исторической зоны парка являются Замок Сфорца, Городская арена (Arena Civica), Палаццина Аппиани, Палаццо-дель-Арте, в котором проводятся выставки декоративного искусства, а также Арка Мира, задуманная Наполеоном в 1807 году для триумфального въезда в Милан. Возведена в 1826—1838 годах по проекту архитектора Луиджи Каньолы.

## История
Сохранившиеся сооружения парка свидетельствуют об амбициозных планах Наполеона Бонапарта после оккупации севера Италии французскими войсками в 1796 году. Целью Наполеона было сделать Милан второй столицей империи, подобно Парижу. В грандиозный проект был включён будущий «Форум Бонапарта» (Foro Buonaparte), который должен был стать новым политическим центром города. Проект, изначально разработанный в 1801 году архитектором Джованни Антолини, охватывал обширное пространство со многими сооружениями. План предусматривал большое круглое открытое пространство диаметром 570 метров, разделённое двумя широкими проездами для экипажей и с судоходным каналом, соединённым с основной сетью каналов, которая проходила по внутренней границе города. Однако из-за исключительно высокой стоимости проект сочли слишком дорогим и от него отказались.
Проект Антолини был переработан архитектором Луиджи Каноникой, одним из главных представителей итальянского неоклассического движения. В 1797 году Каноника заменил Джузеппе Пьермарини, своего бывшего учителя, в роли национального архитектора Цизальпинской республики, учреждённой в том же году Наполеоном Бонапартом. Луиджи Каноника решил сократить проект, включив в него только Замок Сфорца, поместив перед ним большую открытую площадь, которая своими изогнутыми линиями перекликается с амфитеатром Антолини. С противоположной стороны высится Арка Мира, спроектированная Луиджи Каньолой в 1806 году.
В 1802 году новым официальным художником Наполеона в Италии был назначен Андреа Аппиани. Чтобы отпраздновать День Республики 26 июня 1803 года, он спроектировал деревянный цирк, вдохновленный древнеримскими аренами. Аппиани пересмотрел проект стадиона и Наполеон официально одобрил его в 1805 году. Новая арена представляла собой большое эллиптическое сооружение длиной 238 метров и шириной 116 метров способное вместить 30 000 человек. Полностью проект не был осуществлён. После падения Бонапарта и перехода северной Италии под власть австрийцев в 1814 году строительные работы были приостановлены. Сохранились лишь Замок Сфорца, стадион (арена) и Триумфальная арка, получившая новое название.
Новый парк был разбит в 1893 году по проекту Эмилио Алеманья. Оставшиеся между Триумфальной аркой и замком 50 гектаров пустующей земли городские власти решили превратить в «Парк Семпионе», который вырос вокруг замка Сфорца всего за три года.